# Chiang Mai
Pronunciação
Chiang Mai (em língua tailandesa เชียงใหม่, « rosa do norte ») é a segunda maior cidade da Tailândia,
a capital cultural do norte da Tailândia e da província de Chiang Mai. Situa-se aproximadamente a 800 km ao norte de Bangkok, capital nacional, numa região montanhosa e tem uma população de 1,2 milhão. A cidade é banhada pelo rio Ping, afluente do rio Chao Phraya.
Ultimamente Chiang Mai tem-se desenvolvido como a cidade de negócios, embora falte o brilho cosmopolita de Bangkok. A cidade tem muitas atrações para os milhares de visitantes estrangeiros que recebe. A força histórica provém-lhe de ter uma importante situação estratégica na rota da seda, sendo hoje um grande centro de artesanato e ourivesaria.
A província de Chiang Mai tem uma população estimada em 1,8 milhões de habitamtes, das quais 127.240 na cidade município (thesaban nakhon) de Chiang Mai (2019). Atualmente, o limite da cidade se estendeu a vários distritos vizinhos, de Hang Dong, no sul, a Mae Rim, ao norte, e Suthep, a oeste, até San Kamphaeng, a leste, formando a área urbana de Chiang Mai, com uma população de 1,197,000 habitantes. A cidade tem mais de trezentos templos budistas, chamados localmente wats. Tem várias universidades e é servida por aeroporto e ferrovia.

## História:
Mangrai fundou Chiang Mai em 1294 ou 1296, no local de uma antiga cidade do povo Lawa, chamada Wiang Nopburi. Gordon Young, em seu livro de 1962, The Tribos Hill, menciona que um chefe na Birmânia britânica disse a ele que os wa, um povo estreitamente relacionado com o Lawa, já viveu no vale de Chiang Mai em "cidades consideráveis".
Chiang Mai sucedeu Chiang Rai como a capital de Lan Na. Pha Yu ampliou e fortificou a cidade e construiu Wat Phra Singh em homenagem a seu pai Kham Fu. O governante era conhecido como chao. A cidade estava cercada por um fosso e uma muralha defensiva, uma vez que a dinastia Taungoo, próxima do povo Bamar, era uma ameaça constante, assim como os exércitos do Império Mongol, que apenas décadas antes haviam conquistado a maior parte de Yunnan, na China, e em 1292 invadiram a fronteira com o reino Dai, de Chiang Hung.
Com o declínio de Lan Na, a cidade perdeu importância e foi ocupada pela dinastia Taungoo em 1556. Chiang Mai formalmente se tornou parte do Reino de Thonburi em 1775, através de um acordo com Chao Kavila, depois que o rei de Thonburi, Taksin, ajudou a expulsar Bamar, da dinastia Taungoo. O contra-ataque subsequente dos Taungoo levou ao abandono de Chiang Mai entre 1776 e 1791. Lampang então serviu como a capital do que restava de Lan Na. Chiang Mai então cresceu lentamente em importância cultural, comercial e econômica para seu status atual como capital não oficial do norte da Tailândia, perdendo apenas para Bangkok.

O município moderno data de um distrito sanitário (sukhaphiban), criado em 1915. Foi atualizado para um município (thesaban) em 29 de março de 1935, conforme publicado no Royal Gazette, livro nº 52, seção 80. Primeiro cobrindo apenas 17,5 km² (7 milhas quadradas), a cidade foi ampliada para 40,2 km² (16 milhas quadradas) em 5 de abril de 1983.

## Geografia

### Clima
O clima é tropical.
| Gráfico climático para Chiang Mai        | Gráfico climático para Chiang Mai | Gráfico climático para Chiang Mai | Gráfico climático para Chiang Mai | Gráfico climático para Chiang Mai | Gráfico climático para Chiang Mai | Gráfico climático para Chiang Mai | Gráfico climático para Chiang Mai | Gráfico climático para Chiang Mai | Gráfico climático para Chiang Mai | Gráfico climático para Chiang Mai | Gráfico climático para Chiang Mai |
| ---------------------------------------- | --------------------------------- | --------------------------------- | --------------------------------- | --------------------------------- | --------------------------------- | --------------------------------- | --------------------------------- | --------------------------------- | --------------------------------- | --------------------------------- | --------------------------------- |
| J                                        | F                                 | M                                 | A                                 | M                                 | J                                 | J                                 | A                                 | S                                 | O                                 | N                                 | D                                 |
| 7 30 14                                  | 5 32 15                           | 13 35 18                          | 50 36 22                          | 158 34 23                         | 132 32 24                         | 160 32 24                         | 236 31 23                         | 228 31 23                         | 122 31 22                         | 52 30 19                          | 20 28 15                          |
| Temperaturas em °C • Precipitações em mm |                                   |                                   |                                   |                                   |                                   |                                   |                                   |                                   |                                   |                                   |                                   |

## Infraestrutura

### Educação
Chiang Mai possui várias universidades, incluindo a Universidade de Chiang Mai, a Universidade de Chiang Mai Rajabhat, a Universidade de Tecnologia Rajamangala Lanna, a Universidade de Payap, a Universidade do Extremo Oriente e a Universidade de Maejo, além de inúmeras faculdades técnicas. A Universidade de Chiang Mai foi a primeira universidade governamental estabelecida fora de Bangkok. A Universidade Payap foi a primeira instituição privada na Tailândia a receber o status de universidade.
As escolas primárias e secundárias internacionais para estudantes estrangeiros incluem: Escola Internacional da American Pacific, Escola Internacional de Chiang Mai, Escola cristã alemã de Chiang Mai, Grace International School, Lanna International School, Nakornpayap International School, Escola Internacional Prem Tinsulanonda e a École Française d'Extrême-Orient (EFEO).